# ایکاف-رز میوزیک
اِیکاف-رز میوزیک (انگلیسی: Acuff-Rose Music) شرکت نشر موسیقی آمریکایی است، که در سال ۱۹۴۲ توسط فرد رُز و روی اِیکاف تأسیس شد.